# Гарячий сніг
«Гарячий сніг» (рос. «Горячий снег») — радянський односерійний художній фільм про Німецько-радянську війну, знятий у 1972 році за однойменним романом Юрія Бондарєва режисером Гавриїлом Єгіазаровим.

## Сюжет
Фільм розповідає про один з епізодів битви на підступах до Сталінграда, а саме про Котельниковську оборонну операцію, у якій в повній мірі проявилися стійкість і сила духу радянських солдатів.
Під Сталінградом оточено 330-тисячне угрупування німецьких військ фельдмаршала Паулюса. Для розриву кільця Гітлер відправляє в бій добірні танкові частини — так званий «танковий кулак» під командуванням фельдмаршала Манштейна. Радянським військам віддано наказ за всяку ціну зупинити наступ.
Батарея під командуванням лейтенанта Дроздовського (Микола Єременко) після тривалого марш-кидка в грудневу холоднечу окопалася на піхотних позиціях дивізії полковника Дєєва (Вадим Спиридонов) для стрільби прямою наводкою. Попереду припинилися розриви, і настала тривожна тиша. Це означає, що німецькі танки прорвали оборону і рухаються на батарею. Після авіанальоту Ю-88 зав'язався кровопролитний бій. Убито багато бійців артилерійських розрахунків, медсестра, поранений комбат. Німецькі танки прорвалися через позицію батареї, але з великими втратами.
На наступний день армія генерала Безсонова (Георгій Жженов) перейшла в контратаку. Від батареї і стрілецького батальйону, які тримали оборону на плацдармі біля річки Мишкова, залишилося в живих лише сім бійців. Командувач армією генерал-лейтенант Бессонов вручає кожному з живих орден Червоного Прапора зі словами: «Спасибі за підбиті танки… Спасибі… Спасибі… Все, що можу».
Сюжет в деталях відрізняється від канонічного — деякі сцени, реалізовані в романі, у фільмі не знаходять втілення (наприклад, пошуки зниклої розвідувальної групи після танкової атаки; думки Кузнецова; вирізаний ряд побутових моментів).

## У ролях
- Георгій Жжонов —  Петро Олександрович Бессонов, генерал-лейтенант, командувач армією
- Анатолій Кузнецов —  Віталій Ісайович Веснін, дивізійний комісар, член військової ради армії
- Вадим Спиридонов —  Дєєв, полковник, командир дивізії
- Борис Токарєв —  Микола Кузнецов, лейтенант, командир вогневого взводу
- Микола Єременко —  Володимир Дроздовський, командир батареї, лейтенант
- Тамара Седельникова —  Таня (в романі її звали Зоя), санінструктор
- Юрій Назаров —  Уханов, старший сержант, командир гармати
- Араїк Бабаджанян —  Давлатян, лейтенант
- Олексій Панькин —  Чубариков, молодший сержант
- Валентин Грачов —  Нечаєв, сержант
- Костянтин Тиртов —  Рубін, їздовий
- Михайло Стрелков —  Чібісов, артилерист
- Олександр Кавалеров —  Сергуненков, їздовий
- Альберт Дорожко —  Євстигнєєв, сержант
- Болот Бейшеналієв —  Касимов
- Ігор Лєдогоров —  Осін, полковник, начальник контррозвідки
- Харій Швейц —  Тітков
- Олександр Зимін —  Тарасенко
- Борис Сморчков —  Вася, піхотинець
- Анатолій Ігнатко —  Святкин, зв'язківець
- Владлен Бірюков —  Скорик, старшина
- Олександр Аржиловський —  Голованов, старшина
- Геннадій Корольков —  Аржемачев, лейтенант
- Валентин Іванов —  Божичко, майор
- Лев Золотухін —  Яценко, генерал
- Олександр Воєводін —  Бєлєнький, молодший лейтенант
- Борис Руднєв —  розвідник
- Олександр Лебедєв —  шофер полковника Осіна (в титрах не вказаний)
- Михайло Бочаров —  полковник (в титрах не вказаний)

## Знімальна група
- Сценарій: Юрій Бондарєв, Євген Григор'єв, Гавриїл Егіазаров
- Постановка: Гавриїл Єгіазаров
- Головний оператор: Федір Добронравов
- Головний художник: Василь Голіков
- Композитор: Альфред Шнітке